# Chorebus hova
Chorebus hova är en stekelart som först beskrevs av Granger 1949.  Chorebus hova ingår i släktet Chorebus och familjen bracksteklar. Inga underarter finns listade i Catalogue of Life.